# Luché-Pringé
Luché-Pringé település Franciaországban, Sarthe megyében. Lakosainak száma 1524 fő (2022. január 1.). Luché-Pringé Thorée-les-Pins, Coulongé, Mansigné, Mareil-sur-Loir, Saint-Jean-de-la-Motte és Le Lude községekkel határos.

## Népesség
A település népességének változása:
| Lakosok száma | 1601 | 1575 | 1584 | 1562 | 1555 | 1540 | 1523 | 1512 | 1524 |
|               | 2013 | 2015 | 2016 | 2017 | 2018 | 2019 | 2020 | 2021 | 2022 |